# Bangladesh Premier League 2023/24 (Cricket)
Die Bangladesh Premier League 2023/24 war die 10. Saison der bangladeschischen Twenty20-Cricket-Meisterschaft und fand vom 19. Januar bis 1. März 2024 statt. Im Finale konnte sich der Fortune Barishal gegen die Comilla Victorians mit 6 Wickets durchsetzen.

## Format
Die sieben Franchises spielten in einer Gruppe gegen jedes andere Team jeweils zwei Mal. Die ersten vier dieser Gruppe qualifizierten sich für die Playoffs, in denen im Page-Playoff-System der Sieger ermittelt wurde.

## Gruppenphase
Tabelle
| Teams                  | Sp. | S | N  | NR | P  | RR     |
| ---------------------- | --- | - | -- | -- | -- | ------ |
| Rangpur Riders         | 12  | 9 | 3  | 0  | 18 | +1.438 |
| Comilla Victorians     | 12  | 8 | 4  | 0  | 16 | +1.149 |
| Fortune Barishal       | 12  | 7 | 5  | 0  | 14 | +0.414 |
| Chattogram Challengers | 12  | 7 | 5  | 0  | 14 | −0.410 |
| Khulna Tigers          | 12  | 5 | 7  | 0  | 10 | −0.447 |
| Sylhet Strikers        | 12  | 5 | 7  | 0  | 10 | −0.748 |
| Durdanto Dhaka         | 12  | 1 | 11 | 0  | 2  | −1.420 |

Spiele
| 19. Januar Scorecard | Dhaka | Comilla Victorians 143-6 (20)        | – | Durdanto Dhaka 147-5 (19.3) |
|                      |       | Durdanto Dhaka gewinnt mit 5 Wickets |   |                             |

| 19. Januar Scorecard | Dhaka | Sylhet Strikers 177-2 (20)                   | – | Chattogram Challengers 180-3 (18.3) |
|                      |       | Chattogram Challengers gewinnt mit 7 Wickets |   |                                     |

| 20. Januar Scorecard | Dhaka | Rangpur Riders 134-9 (20)              | – | Fortune Barishal 138-5 (19.1) |
|                      |       | Fortune Barishal gewinnt mit 5 Wickets |   |                               |

| 20. Januar Scorecard | Dhaka | Chattogram Challengers 121 (19.5)   | – | Khulna Tigers 122-6 (18.2) |
|                      |       | Khulna Tigers gewinnt mit 4 Wickets |   |                            |

| 22. Januar Scorecard | Dhaka | Durdanto Dhaka 136-8 (20)                    | – | Chattogram Challengers 137-4 (18.2) |
|                      |       | Chattogram Challengers gewinnt mit 6 Wickets |   |                                     |

| 22. Januar Scorecard | Dhaka | Fortune Barishal 187-4 (20)         | – | Khulna Tigers 188-2 (18) |
|                      |       | Khulna Tigers gewinnt mit 8 Wickets |   |                          |

| 23. Januar Scorecard | Dhaka | Sylhet Strikers 120-8 (20)           | – | Rangpur Riders 125-6 (18.2) |
|                      |       | Rangpur Riders gewinnt mit 4 Wickets |   |                             |

| 23. Januar Scorecard | Dhaka | Fortune Barishal 161-9 (20)              | – | Comilla Victorians 162-6 (19.5) |
|                      |       | Comilla Victorians gewinnt mit 4 Wickets |   |                                 |

| 26. Januar Scorecard | Sylhet | Khulna Tigers 160-6 (20)          | – | Rangpur Riders 132 (18.4) |
|                      |        | Khulna Tigers gewinnt mit 28 Runs |   |                           |

| 26. Januar Scorecard | Sylhet | Comilla Victorians 130-8 (20)          | – | Sylhet Strikers 78 (16.2) |
|                      |        | Comilla Victorians gewinnt mit 52 Runs |   |                           |

| 27. Januar Scorecard | Sylhet | Chattogram Challengers 193-4 (20)          | – | Fortune Barishal 183-7 (20) |
|                      |        | Chattogram Challengers gewinnt mit 10 Runs |   |                             |

| 27. Januar Scorecard | Sylhet | Rangpur Riders 183-8 (20)          | – | Durdanto Dhaka 104 (16.3) |
|                      |        | Rangpur Riders gewinnt mit 79 Runs |   |                           |

| 29. Januar Scorecard | Sylhet | Sylhet Strikers 137-4 (20)                   | – | Chattogram Challengers 138-2 (17.4) |
|                      |        | Chattogram Challengers gewinnt mit 8 Wickets |   |                                     |

| 29. Januar Scorecard | Sylhet | Durdanto Dhaka 130-9 (20)            | – | Khulna Tigers 131-0 (14.4) |
|                      |        | Khulna Tigers gewinnt mit 10 Wickets |   |                            |

| 30. Januar Scorecard | Sylhet | Rangpur Riders 165-5 (20)         | – | Comilla Victorians 157-6 (20) |
|                      |        | Rangpur Riders gewinnt mit 8 Runs |   |                               |

| 30. Januar Scorecard | Sylhet | Fortune Barishal 186-5 (20)          | – | Sylhet Strikers 137 (17.3) |
|                      |        | Fortune Barishal gewinnt mit 49 Runs |   |                            |

| 2. Februar Scorecard | Sylhet | Sylhet Strikers 142-8 (20)          | – | Durdanto Dhaka 127-9 (20) |
|                      |        | Sylhet Strikers gewinnt mit 15 Runs |   |                           |

| 2. Februar Scorecard | Sylhet | Chattogram Challengers 72 (16.3)         | – | Comilla Victorians 73-3 (9.2) |
|                      |        | Comilla Victorians gewinnt mit 7 Wickets |   |                               |

| 3. Februar Scorecard | Sylhet | Khulna Tigers 155-8 (20)               | – | Fortune Barishal 156-5 (19.4) |
|                      |        | Fortune Barishal gewinnt mit 5 Wickets |   |                               |

| 3. Februar Scorecard | Sylhet | Rangpur Riders 162-7 (20)          | – | Sylhet Strikers 85 (16.5) |
|                      |        | Rangpur Riders gewinnt mit 77 Runs |   |                           |

| 6. Februar Scorecard | Dhaka | Rangpur Riders 175-4 (20)          | – | Durdanto Dhaka 115 (18) |
|                      |       | Rangpur Riders gewinnt mit 60 Runs |   |                         |

| 6. Februar Scorecard | Dhaka | Chattogram Challengers 145-5 (20)          | – | Fortune Barishal 129-8 (20) |
|                      |       | Chattogram Challengers gewinnt mit 16 Runs |   |                             |

| 7. Februar Scorecard | Dhaka | Comilla Victorians 149-7 (20)          | – | Khulna Tigers 115 (18.5) |
|                      |       | Comilla Victorians gewinnt mit 34 Runs |   |                          |

| 7. Februar Scorecard | Dhaka | Durdanto Dhaka 124-8 (20)             | – | Sylhet Strikers 129-5 (19) |
|                      |       | Sylhet Strikers gewinnt mit 5 Wickets |   |                            |

| 9. Februar Scorecard | Dhaka | Khulna Tigers 153-3 (20)              | – | Sylhet Strikers 159-5 (19) |
|                      |       | Sylhet Strikers gewinnt mit 5 Wickets |   |                            |

| 9. Februar Scorecard | Dhaka | Durdanto Dhaka 175-4 (20)                | – | Comilla Victorians 176-6 (19.5) |
|                      |       | Comilla Victorians gewinnt mit 4 Wickets |   |                                 |

| 10. Februar Scorecard | Dhaka | Rangpur Riders 211-3 (20)          | – | Chattogram Challengers 158-6 (20) |
|                       |       | Rangpur Riders gewinnt mit 53 Runs |   |                                   |

| 10. Februar Scorecard | Dhaka | Fortune Barishal 189-4 (20)          | – | Durdanto Dhaka 149 (19.4) |
|                       |       | Fortune Barishal gewinnt mit 40 Runs |   |                           |

| 13. Februar Scorecard | Chittagong | Comilla Victorians 239-3 (20)          | – | Chattogram Challengers 166 (16.3) |
|                       |            | Comilla Victorians gewinnt mit 73 Runs |   |                                   |

| 13. Februar Scorecard | Chittagong | Rangpur Riders 219-5 (20)          | – | Khulna Tigers 141 (18.2) |
|                       |            | Rangpur Riders gewinnt mit 78 Runs |   |                          |

| 14. Februar Scorecard | Chittagong | Fortune Barishal 186-6 (20)          | – | Durdanto Dhaka 159-8 (20) |
|                       |            | Fortune Barishal gewinnt mit 27 Runs |   |                           |

| 14. Februar Scorecard | Chittagong | Khulna Tigers 164-8 (20)                 | – | Comilla Victorians 168-3 (16.3) |
|                       |            | Comilla Victorians gewinnt mit 7 Wickets |   |                                 |

| 16. Februar Scorecard | Chittagong | Durdanto Dhaka 128-7 (20)           | – | Khulna Tigers 131-5 (15.2) |
|                       |            | Khulna Tigers gewinnt mit 5 Wickets |   |                            |

| 16. Februar Scorecard | Chittagong | Rangpur Riders 187-8 (20)          | – | Chattogram Challengers 169-6 (20) |
|                       |            | Rangpur Riders gewinnt mit 18 Runs |   |                                   |

| 17. Februar Scorecard | Chittagong | Fortune Barishal 183-6 (20)          | – | Sylhet Strikers 165-8 (20) |
|                       |            | Fortune Barishal gewinnt mit 18 Runs |   |                            |

| 17. Februar Scorecard | Chittagong | Chattogram Challengers 159-6 (20)          | – | Durdanto Dhaka 149-5 (20) |
|                       |            | Chattogram Challengers gewinnt mit 10 Runs |   |                           |

| 19. Februar Scorecard | Chittagong | Sylhet Strikers 177-5 (20)          | – | Comilla Victorians 165-6 (20) |
|                       |            | Sylhet Strikers gewinnt mit 12 Runs |   |                               |

| 19. Februar Scorecard | Chittagong | Fortune Barishal 151-9 (20)         | – | Rangpur Riders 155-9 (19.3) |
|                       |            | Rangpur Riders gewinnt mit 1 Wicket |   |                             |

| 20. Februar Scorecard | Chittagong | Chattogram Challengers 192-4 (20)          | – | Khulna Tigers 127 (19.5) |
|                       |            | Chattogram Challengers gewinnt mit 65 Runs |   |                          |

| 20. Februar Scorecard | Chittagong | Rangpur Riders 150 (19.5)                | – | Comilla Victorians 151-4 (17.4) |
|                       |            | Comilla Victorians gewinnt mit 6 Wickets |   |                                 |

| 23. Februar Scorecard | Dhaka | Comilla Victorians 140-8 (20)          | – | Fortune Barishal 141-4 (19.4) |
|                       |       | Fortune Barishal gewinnt mit 6 Wickets |   |                               |

| 23. Februar Scorecard | Dhaka | Khulna Tigers 128-8 (20)              | – | Sylhet Strikers 130-4 (18) |
|                       |       | Sylhet Strikers gewinnt mit 6 Wickets |   |                            |

## Playoffs
|  | Halbfinale (Semi-finals) | Halbfinale (Semi-finals) | Halbfinale (Semi-finals) |              |                  | Vorschlussrunde (Final) | Vorschlussrunde (Final) | Vorschlussrunde (Final) |                  |            | Finale (Grand final) | Finale (Grand final) | Finale (Grand final) |
|  |                          |                          |                          |              |                  |                         |                         |                         |                  |            |                      |                      |                      |
|  | 1                        | Rangpur Riders           | 185/6 (20)               |              |                  |                         |                         |                         |                  |            |                      |                      |                      |
|  | 2                        | Comilla Victorians       | 186/4 (18.3)             |              |                  |                         |                         |                         |                  | 2          | Comilla Victorians   | 154/6 (20)           |                      |
|  | 2                        | Comilla Victorians       | 186/4 (18.3)             | 1            | Rangpur Riders   | 149/7 (20)              |                         |                         |                  | 2          | Comilla Victorians   | 154/6 (20)           |                      |
|  |                          |                          |                          | 1            | Rangpur Riders   | 149/7 (20)              |                         | 3                       | Fortune Barishal | 157/4 (19) |                      |                      |                      |
|  |                          | 3                        | Fortune Barishal         | 152/4 (18.3) |                  |                         |                         | 3                       | Fortune Barishal | 157/4 (19) |                      |                      |                      |
|  | 3                        | 3                        | Fortune Barishal         | 152/4 (18.3) | Fortune Barishal | 136/3 (14.5)            |                         |                         |                  |            |                      |                      |                      |
|  | 3                        |                          |                          |              | Fortune Barishal | 136/3 (14.5)            |                         |                         |                  |            |                      |                      |                      |
|  | 4                        | Chattogram Challengers   | 135/9 (20)               |              |                  |                         |                         |                         |                  |            |                      |                      |                      |

### Spiel A
| 26. Februar Scorecard | Dhaka | Chattogram Challengers 135-9 (20)      | – | Fortune Barishal 136-3 (14.5) |
|                       |       | Fortune Barishal gewinnt mit 7 Wickets |   |                               |

### Spiel B
| 26. Februar Scorecard | Dhaka | Rangpur Riders 185-6 (20)                | – | Comilla Victorians 186-4 (18.3) |
|                       |       | Comilla Victorians gewinnt mit 6 Wickets |   |                                 |

### Spiel C
| 28. Februar Scorecard | Dhaka | Rangpur Riders 149-7 (20)              | – | Fortune Barishal 152-4 (18.3) |
|                       |       | Fortune Barishal gewinnt mit 6 Wickets |   |                               |

### Finale
| 1. März Scorecard | Dhaka | Comilla Victorians 154-6 (20)          | – | Fortune Barishal 157-4 (19) |
|                   |       | Fortune Barishal gewinnt mit 6 Wickets |   |                             |